# Пронский, Константин Иванович
Константи́н Ива́нович Про́нский (8 (20) января 1887, Рига — 1949, Ленинград) — советский военно-морской деятель, участник революционного движения и Гражданской войны в России, организатор кинопроизводства. Командующий Северно-Двинской военной флотилией (1918—1919). Участник Великой Отечественной войны.

## Биография
Родился в Риге. Из семьи рабочих. Член РКП(б) с 1918 года (по другим сведениям с 1919 года).
С 1904 года работал на объединённой Балтийской и Псково-Рижской железной дороге, в 1906—1907 годах — на железопрокатном заводе в Екатеринославской губернии.
С сентября 1908 года — военный моряк Балтийского флота, служил на кораблях «Память Азова», «Диана», «Адмирал Корнилов», воинское звание — унтер-офицер. В 1912—1913 годах готовил гардемаринов к морской службе, в ходе учебного похода с гардемаринами посетил Стокгольм и Копенгаген. В октябре 1915 года был одним из организаторов и руководителей выступления нижних чинов на линкоре «Гангут». Затем служил в Архангельском флотском полуэкипаже.
Участник Февральской и Октябрьских революций, становления советский власти на Севере. Воинское звание — прапорщик. В апреле — июне 1918 года — председатель Центрального Комитета Флотилии Северного Ледовитого океана (Целедфлота), затем — помощник главного комиссара флотилии. Участвовал в подавлении вооруженных выступлений противников советской власти в Холмогорах и Емецке. С марта 1918 года — член Совета обороны Архангельского района. Участвовал в обороне Архангельска, в формировании отрядов из матросов и членов Красной гвардии для защиты Архангельска от отрядов белой армии и войск Антанты, осуществлял эвакуацию военного снаряжения и ценностей из Архангельска, вывод судов вверх по Северной Двине; в июле 1918 года возглавил отряд матросов и членов РКП(б) в Красноборске. С августа 1918 года по май 1919 года — командующий Северно-Двинской военной флотилией. В 1919 году под командованием Пронского начинал воинскую службу добровольцем в Северно-Двинской флотилии Н. Г. Кузнецов. 
С июня 1919 года работал в Москве, принимал участие в создании Днепровской военной флотилии. С октября 1919 года — комиссар Кронштадтской военно-морской базы. С июля 1920 года — уполномоченный Народного комиссариата по морским делам РСФСР для наблюдения за производством мин, затем — помощник начальника Управления по обеспечению безопасности кораблевождения на Северных морях (Убекосевера). В 1923—1924 годах — помощник командира Петроградского военного порта по хозяйственной части. В 1924—1933 годах — в запасе.
На студию попал сценарий с резолюцией Крупской. Это произвело впечатление на Пронского. Он вызвал меня как партийца и спросил: «Сынок, ты мог бы?» С этого часа я стал режиссёром. Стал снимать свою первую большую картину «Дети бури».
В 1925—1926 годах — директор кинофабрики Ленинградского кинохудожественного треста «Ленинградкино». По воспоминаниям режиссёра А. Г. Иванова, Пронский был «красным директором выдвиженцем», «по своему неглупый человек, честный, несгибаемый партиец», но «принадлежал к той прослойке тогдашних руководящих работников, которые просто не понимали, что кино — это искусство уже немаловажное...».
В 1927—1930 годах — директор мелоплавильного завода «Красная заря» Ленинградского объединения государственных кирпичных и мелоплавильных заводов. 
С ноября 1933 года — слушатель Военно-инженерной академии РККА, служил в строительных организациях ВМФ. Уполномоченный Совета Труда и Обороны при СНК СССР по снабжению Северного флота. 
По воспоминаниям Д. И. Иванова, перед началом Великой Отечественной войны работал в Управлении эксплуатации канала Москва — Волга.
В 1941 году участвовал в обороне Москвы в составе народного ополчения. В рядах Красной армии — до 1944 года, воинское звание — интендант 1 ранга, затем демобилизовался по состоянию здоровья.
Умер в 1949 году в Ленинграде.
Именем Пронского названо судно — буксир-толкач «Константин Пронский» (проект 81172, год постройки 1988), Министерством связи СССР в 1986 году были выпущены художественные маркированные конверты с портретом К. И. Пронского (художник Г. Ахмедов).

## Награды
- орден Красного Знамени (8 июня 1919) — за умелое руководство военными операциями на Северной Двине[30][31].